# Partecipanti alla E3 Saxo Classic 2023
Elenco dei partecipanti alla E3 Saxo Classic 2023.
La E3 Saxo Classic 2023 è stata la sessantacinquesima edizione della corsa. Alla competizione presero parte 25 squadre: le diciotto iscritte all'UCI World Tour 2023, e sette squadre invitate dell'UCI ProTeam.
Ciascuna delle squadre è composta da sette ciclisti, per un totale di 175 ciclisti accreditati alla partenza.

## Corridori per squadra
Nota: R ritirato, NP non partito, FT fuori tempo, SQ squalificato
| Jumbo-Visma              | Jumbo-Visma              | Jumbo-Visma              | Soudal Quick-Step     | Soudal Quick-Step     | Soudal Quick-Step     | Alpecin-Deceuninck     | Alpecin-Deceuninck     | Alpecin-Deceuninck     |
| ------------------------ | ------------------------ | ------------------------ | --------------------- | --------------------- | --------------------- | ---------------------- | ---------------------- | ---------------------- |
| N°                       | Ciclista                 | Clas.                    | N°                    | Ciclista              | Clas.                 | N°                     | Ciclista               | Clas.                  |
| 1                        | Wout Van Aert            | 1°                       | 11                    | Julian Alaphilippe    | R                     | 21                     | Mathieu van der Poel   | 2°                     |
| 2                        | Christophe Laporte       | 23°                      | 12                    | Kasper Asgreen        | 51°                   | 22                     | Quinten Hermans        | 80°                    |
| 3                        | Tiesj Benoot             | R                        | 13                    | Tim Declercq          | 68°                   | 23                     | Dries De Bondt         | 58°                    |
| 4                        | Dylan van Baarle         | R                        | 14                    | Yves Lampaert         | 16°                   | 24                     | Søren Kragh Andersen   | 9°                     |
| 5                        | Edoardo Affini           | R                        | 15                    | Florian Sénéchal      | R                     | 25                     | Silvan Dillier         | 69°                    |
| 6                        | Tosh Van Der Sande       | 87°                      | 16                    | Jannik Steimle        | R                     | 26                     | Robert Stannard        | 32°                    |
| 7                        | Nathan Van Hooydonck     | 11°                      | 17                    | Davide Ballerini      | 28°                   | 27                     | Tobias Bayer           | 71°                    |
| Intermarché-Circus-Wanty | Intermarché-Circus-Wanty | Intermarché-Circus-Wanty | AG2R Citroën Team     | AG2R Citroën Team     | AG2R Citroën Team     | Bahrain Victorious     | Bahrain Victorious     | Bahrain Victorious     |
| N°                       | Ciclista                 | Clas.                    | N°                    | Ciclista              | Clas.                 | N°                     | Ciclista               | Clas.                  |
| 31                       | Biniam Girmay            | R                        | 41                    | Greg Van Avermaet     | R                     | 51                     | Nikias Arndt           | 29°                    |
| 32                       | Madis Mihkels            | 90°                      | 42                    | Oliver Naesen         | 47°                   | 52                     | Matevž Govekar         | 98°                    |
| 33                       | Dries De Pooter          | R                        | 43                    | Lawrence Naesen       | 94°                   | 53                     | Kamil Gradek           | R                      |
| 34                       | Laurenz Rex              | 30°                      | 44                    | Benoît Cosnefroy      | 46°                   | 54                     | Dušan Rajović          | R                      |
| 35                       | Hugo Page                | 88°                      | 45                    | Valentin Retailleau   | R                     | 55                     | Cameron Scott          | R                      |
| 36                       | Mike Teunissen           | 67°                      | 46                    | Damien Touzé          | 77°                   | 56                     | Matej Mohorič          | 7°                     |
| 37                       | Loïc Vliegen             | 81°                      | 47                    | Stan Dewulf           | 18°                   | 57                     | Fred Wright            | 31°                    |
| Bora-Hansgrohe           | Bora-Hansgrohe           | Bora-Hansgrohe           | Cofidis               | Cofidis               | Cofidis               | EF Education-EasyPost  | EF Education-EasyPost  | EF Education-EasyPost  |
| N°                       | Ciclista                 | Clas.                    | N°                    | Ciclista              | Clas.                 | N°                     | Ciclista               | Clas.                  |
| 61                       | Jordi Meeus              | R                        | 71                    | Axel Zingle           | 53°                   | 81                     | Alberto Bettiol        | 15°                    |
| 62                       | Ryan Mullen              | R                        | 72                    | Simone Consonni       | R                     | 82                     | Stefan Bissegger       | 20°                    |
| 63                       | Marco Haller             | 33°                      | 73                    | Wesley Kreder         | 93°                   | 83                     | Owain Doull            | 41°                    |
| 64                       | Jonas Koch               | 36°                      | 74                    | Christophe Noppe      | 55°                   | 84                     | Jens Keukeleire        | 85°                    |
| 65                       | Shane Archbold           | R                        | 75                    | Pierre-Luc Périchon   | R                     | 85                     | Jonas Rutsch           | 26°                    |
| 66                       | Nils Politt              | 13°                      | 76                    | Alexis Renard         | R                     | 86                     | Tom Scully             | 101°                   |
| 67                       | Maximilian Schachmann    | R                        | 77                    | Jelle Wallays         | R                     | 87                     | Łukasz Wiśniowski      | R                      |
| Groupama-FDJ             | Groupama-FDJ             | Groupama-FDJ             | Movistar Team         | Movistar Team         | Movistar Team         | Team Arkéa-Samsic      | Team Arkéa-Samsic      | Team Arkéa-Samsic      |
| N°                       | Ciclista                 | Clas.                    | N°                    | Ciclista              | Clas.                 | N°                     | Ciclista               | Clas.                  |
| 91                       | Stefan Küng              | 6°                       | 101                   | Iván García Cortina   | 5°                    | 111                    | Alan Riou              | 99°                    |
| 92                       | Kevin Geniets            | 25°                      | 102                   | Johan Jacobs          | 64°                   | 112                    | Mathis Le Berre        | R                      |
| 93                       | Lewis Askey              | 40°                      | 103                   | Matteo Jorgenson      | 4°                    | 113                    | Kévin Ledanois         | R                      |
| 94                       | Olivier Le Gac           | 66°                      | 104                   | Mathias Norsgaard     | 74°                   | 114                    | Matis Louvel           | 21°                    |
| 95                       | Valentin Madouas         | 8°                       | 105                   | Iván Romeo            | 76°                   | 115                    | Luca Mozzato           | 19°                    |
| 96                       | Jake Stewart             | R                        | 106                   | Lluís Mas             | R                     | 116                    | Daniel McLay           | R                      |
| 97                       | Samuel Watson            | R                        | 107                   | Fernando Gaviria      | R                     | 117                    | Clément Russo          | 42°                    |
| Team DSM                 | Team DSM                 | Team DSM                 | Team Jayco AlUla      | Team Jayco AlUla      | Team Jayco AlUla      | Lidl-Trek              | Lidl-Trek              | Lidl-Trek              |
| N°                       | Ciclista                 | Clas.                    | N°                    | Ciclista              | Clas.                 | N°                     | Ciclista               | Clas.                  |
| 121                      | John Degenkolb           | 34°                      | 131                   | Zdeněk Štybar         | 86°                   | 141                    | Jasper Stuyven         | 50°                    |
| 122                      | Nils Eekhoff             | R                        | 132                   | Luke Durbridge        | 27°                   | 142                    | Mads Pedersen          | 14°                    |
| 123                      | Leon Heinschke           | R                        | 133                   | Luka Mezgec           | 73°                   | 143                    | Alex Kirsch            | 49°                    |
| 124                      | Alexander Edmondson      | 84°                      | 134                   | Kelland O'Brien       | 79°                   | 144                    | Markus Hoelgaard       | R                      |
| 125                      | Patrick Bevin            | R                        | 135                   | Dylan Groenewegen     | R                     | 145                    | Toms Skujiņš           | 62°                    |
| 126                      | Tim Naberman             | R                        | 136                   | Campbell Stewart      | R                     | 146                    | Emīls Liepiņš          | R                      |
| 127                      | Kevin Vermaerke          | 78°                      | 137                   | Elmar Reinders        | 95°                   | 147                    | Otto Vergaerde         | R                      |
| Astana Qazaqstan Team    | Astana Qazaqstan Team    | Astana Qazaqstan Team    | Ineos Grenadiers      | Ineos Grenadiers      | Ineos Grenadiers      | UAE Team Emirates      | UAE Team Emirates      | UAE Team Emirates      |
| N°                       | Ciclista                 | Clas.                    | N°                    | Ciclista              | Clas.                 | N°                     | Ciclista               | Clas.                  |
| 151                      | Mark Cavendish           | R                        | 161                   | Filippo Ganna         | 10°                   | 171                    | Tim Wellens            | R                      |
| 152                      | Leonardo Basso           | R                        | 162                   | Michał Kwiatkowski    | R                     | 172                    | Mikkel Bjerg           | 37°                    |
| 153                      | Evgenij Fëdorov          | 100°                     | 163                   | Kim Heiduk            | 59°                   | 173                    | Ryan Gibbons           | R                      |
| 154                      | Dmitrij Gruzdev          | 96°                      | 164                   | Jhonatan Narváez      | 82°                   | 174                    | Matteo Trentin         | R                      |
| 155                      | Cees Bol                 | NP                       | 165                   | Joshua Tarling        | R                     | 175                    | Tadej Pogačar          | 3°                     |
| 156                      | Evgenij Gidič            | R                        | 166                   | Connor Swift          | 83°                   | 176                    | Rui Oliveira           | 22°                    |
| 157                      | Davide Martinelli        | R                        | 167                   | Ben Turner            | 48°                   | 177                    | Sjoerd Bax             | 89°                    |
| Lotto Dstny              | Lotto Dstny              | Lotto Dstny              | Team Flanders-Baloise | Team Flanders-Baloise | Team Flanders-Baloise | Bingoal WB             | Bingoal WB             | Bingoal WB             |
| N°                       | Ciclista                 | Clas.                    | N°                    | Ciclista              | Clas.                 | N°                     | Ciclista               | Clas.                  |
| 181                      | Pascal Eenkhoorn         | 24°                      | 191                   | Jenno Berckmoes       | 65°                   | 201                    | Louis Blouwe           | R                      |
| 182                      | Jarrad Drizners          | R                        | 192                   | Kamiel Bonneu         | R                     | 202                    | Cériel Desal           | R                      |
| 183                      | Arjen Livyns             | 39°                      | 193                   | Alex Colman           | 72°                   | 203                    | Julian Mertens         | 35°                    |
| 184                      | Brent Van Moer           | 43°                      | 194                   | Lindsay De Vylder     | R                     | 204                    | Ludovic Robeet         | R                      |
| 185                      | Sébastien Grignard       | 70°                      | 195                   | Gilles De Wilde       | R                     | 205                    | Luca Van Boven         | 61°                    |
| 186                      | Michael Schwarzmann      | R                        | 196                   | Ward Vanhoof          | 63°                   | 206                    | G. Van Keirsbulck      | R                      |
| 187                      | Florian Vermeersch       | R                        | 197                   | Elias Maris           | 97°                   | 207                    | Dorian De Maeght       | R                      |
| TotalEnergies            | TotalEnergies            | TotalEnergies            | Israel-Premier Tech   | Israel-Premier Tech   | Israel-Premier Tech   | Q36.5 Pro Cycling Team | Q36.5 Pro Cycling Team | Q36.5 Pro Cycling Team |
| N°                       | Ciclista                 | Clas.                    | N°                    | Ciclista              | Clas.                 | N°                     | Ciclista               | Clas.                  |
| 211                      | Peter Sagan              | R                        | 221                   | Sep Vanmarcke         | 17°                   | 231                    | Jack Bauer             | 92°                    |
| 212                      | Thomas Bonnet            | 38°                      | 222                   | Derek Gee             | 45°                   | 232                    | Tom Devriendt          | R                      |
| 213                      | Sandy Dujardin           | 60°                      | 223                   | Hugo Houle            | NP                    | 233                    | Fabio Christen         | R                      |
| 214                      | Daniel Oss               | R                        | 224                   | Jens Reynders         | R                     | 234                    | Kamil Małecki          | 91°                    |
| 215                      | Geoffrey Soupe           | R                        | 225                   | Guy Sagiv             | R                     | 235                    | Filippo Colombo        | 57°                    |
| 216                      | Anthony Turgis           | R                        | 226                   | Tom Van Asbroeck      | 54°                   | 236                    | Nicolò Parisini        | R                      |
| 217                      | Dries Van Gestel         | 52°                      | 227                   | Krists Neilands       | 12°                   | 237                    | Nickolas Zukowsky      | 56°                    |
| Uno-X Pro Cycling Team   |                          |                          |                       |                       |                       |                        |                        |                        |
| N°                       | Ciclista                 | Clas.                    |                       |                       |                       |                        |                        |                        |
| 241                      | Alexander Kristoff       | R                        |                       |                       |                       |                        |                        |                        |
| 242                      | Louis Bendixen           | R                        |                       |                       |                       |                        |                        |                        |
| 243                      | Martin Urianstad         | 75°                      |                       |                       |                       |                        |                        |                        |
| 244                      | William Blume Levy       | R                        |                       |                       |                       |                        |                        |                        |
| 245                      | Erik Resell              | R                        |                       |                       |                       |                        |                        |                        |
| 246                      | Anders Skaarseth         | R                        |                       |                       |                       |                        |                        |                        |
| 247                      | Rasmus Tiller            | 44°                      |                       |                       |                       |                        |                        |                        |